# 贝罗讷河畔马济耶尔
贝罗讷河畔马济耶尔（法語：Mazières-sur-Béronne，法語發音：[mazjɛʁ syʁ beʁɔn]）是法国德塞夫勒省的一个旧市镇，属于尼奥尔区。2019年，贝罗讷河畔马济耶尔与市镇梅勒、派宰勒托尔、圣莱热-德拉马蒂尼耶尔和圣马丹莱梅勒合并为新的梅勒。

## 地理
贝罗讷河畔马济耶尔（46°10'59"N, 0°11'7"W）面积9.5 平方千米，位于法国新阿基坦大区德塞夫勒省，该省份为法国西部内陆省份，北起曼恩-卢瓦尔省，西接旺代省，南至夏朗德省和滨海夏朗德省，东临维埃纳省。
与贝罗讷河畔马济耶尔接壤的市镇（或旧市镇、城区）包括：布托讷河畔布里尤、派宰勒托尔、佩里涅、圣马丹莱梅勒、圣罗芒莱梅勒。
贝罗讷河畔马济耶尔的时区为UTC+01:00、UTC+02:00（夏令时）。

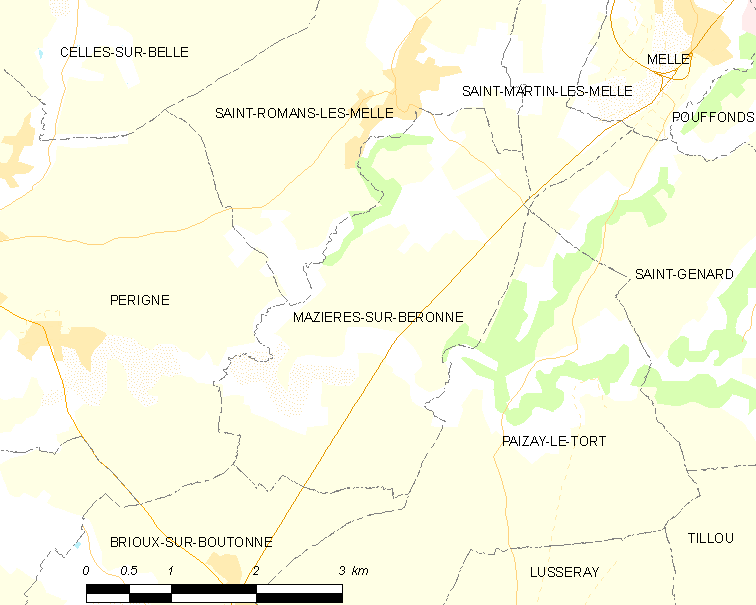
贝罗讷河畔马济耶尔的OSM定位图

## 行政
贝罗讷河畔马济耶尔的邮政编码为79500，INSEE市镇编码为79173。

## 政治
贝罗讷河畔马济耶尔所属的省级选区为梅勒县。

## 人口

1962-2008年间贝罗讷河畔马济耶尔人口变化图示

贝罗讷河畔马济耶尔于2018年1月1日时的人口数量为386人。